# Leroy DeLeon
Leroy Cyril DeLeon (Port of Spain, 7 febbraio 1948 – San Fernando, 28 gennaio 2025) è stato un calciatore trinidadiano.

## Biografia
Suo figlio è Nick DeLeon, che ha seguito le orme paterne divenendo anch'egli calciatore professionista.

## Carriera

### Club
Cresciuto nel St. Benedict's College, nell'estate 1967 si trasferisce negli Stati Uniti d'America per divenire giocatore del New York Generals. Con i Generals ottiene il terzo posto dell'Eastern Division della NPSL. L'anno seguente, la prima della lega nordamericana NASL, ottiene con il suo club il terzo posto della Atlantic Division.
Dopo esser tornato temporaneamente in patria per giocare nel Point Fortin Civic, nel 1969 viene ingaggiato dai Washington Darts con cui vince l'American Soccer League 1969. L'anno seguente raggiunge con i Darts la finale della North American Soccer League 1970, persa contro i Rochester Lancers. DeLeon giocò entrambe le partite di finale da titolare, segnando una rete nell'inutile vittoria per 3-1 nella gara di ritorno del 13 settembre 1970.
Al termine della stagione NASL passa ai Philadelphia Ukrainians, con cui vince il suo secondo campionato ASL.
Nel 1971 torna ai Darts, con cui chiude la NASL 1971 al terzo posto della Southern Division, piazzamento che non permette a DeLeon ed alla sua squadra di accedere alla fase finale del torneo.
Nel 1972 i Darts si trasferiscono a Miami divenendo i Miami Gatos. Con i Gatos chiude la stagione 1972 al quarto ed ultimo posto della Southern Division.
Nel 1974 torna a giocare a Washington per i neonati Washington Diplomats. Con i Dips chiude la stagione d'esordio al quarto ed ultimo posto della Eastern Division. Nella stagione 1976 DeLeon con la sua squadra raggiunge i turni di spareggio della fase finale del torneo, venendo eliminati dai N.Y. Cosmos.
Nel corso della NASL 1977 si trasferisce ai San Jose Earthquakes, squadra con cui raggiunge i turni di spareggio della fase finale del torneo, venendo eliminati dai Los Angeles Aztecs. La stagione seguente DeLeon con i suoi non raggiunge la fase finale del torneo.
Nella stagione 1979 gioca un solo incontro con i Seattle Sounders, che in quell'anno arrivarono a disputare le semifinali della fase finale della NASL.
DeLeon terminò la sua carriera nella Major Indoor Soccer League.

### Nazionale
DeLeon vestì la maglia della nazionale di calcio di Trinidad e Tobago in tredici occasioni, segnando una rete contro Cuba nel gennaio 1967.

## Statistiche

### Cronologia presenze e reti in Nazionale
| Cronologia completa delle presenze e delle reti in nazionale ― Trinidad e Tobago | Cronologia completa delle presenze e delle reti in nazionale ― Trinidad e Tobago | Cronologia completa delle presenze e delle reti in nazionale ― Trinidad e Tobago | Cronologia completa delle presenze e delle reti in nazionale ― Trinidad e Tobago | Cronologia completa delle presenze e delle reti in nazionale ― Trinidad e Tobago | Cronologia completa delle presenze e delle reti in nazionale ― Trinidad e Tobago | Cronologia completa delle presenze e delle reti in nazionale ― Trinidad e Tobago | Cronologia completa delle presenze e delle reti in nazionale ― Trinidad e Tobago |
| Data                                                                             | Città                                                                            | In casa                                                                          | Risultato                                                                        | Ospiti                                                                           | Competizione                                                                     | Reti                                                                             | Note                                                                             |
| -------------------------------------------------------------------------------- | -------------------------------------------------------------------------------- | -------------------------------------------------------------------------------- | -------------------------------------------------------------------------------- | -------------------------------------------------------------------------------- | -------------------------------------------------------------------------------- | -------------------------------------------------------------------------------- | -------------------------------------------------------------------------------- |
| 18-1-1967                                                                        | Kingston                                                                         | Giamaica                                                                         | 1 – 1                                                                            | Trinidad e Tobago                                                                | Qual. Campionato CONCACAF 1967                                                   | -                                                                                |                                                                                  |
| 20-1-1967                                                                        | Kingston                                                                         | Trinidad e Tobago                                                                | 2 – 1                                                                            | Cuba                                                                             | Qual. Campionato CONCACAF 1967                                                   | 1                                                                                |                                                                                  |
| 17-11-1968                                                                       | Città del Guatemala                                                              | Guatemala                                                                        | 4 – 0                                                                            | Trinidad e Tobago                                                                | Qual. Mondiali 1970                                                              | -                                                                                |                                                                                  |
| 20-11-1968                                                                       | Città del Guatemala                                                              | Guatemala                                                                        | 0 – 0                                                                            | Trinidad e Tobago                                                                | Qual. Mondiali 1970                                                              | -                                                                                |                                                                                  |
| 23-11-1968                                                                       | Port-au-Prince                                                                   | Haiti                                                                            | 4 – 0                                                                            | Trinidad e Tobago                                                                | Qual. Mondiali 1970                                                              | -                                                                                |                                                                                  |
| 25-11-1968                                                                       | Port-au-Prince                                                                   | Haiti                                                                            | 2 – 4                                                                            | Trinidad e Tobago                                                                | Qual. Mondiali 1970                                                              | -                                                                                |                                                                                  |
| 30-11-1969                                                                       | San José                                                                         | Giamaica                                                                         | 2 – 3                                                                            | Trinidad e Tobago                                                                | Qual. Campionato CONCACAF 1969                                                   | -                                                                                |                                                                                  |
| 4-12-1969                                                                        | San José                                                                         | Costa Rica                                                                       | 5 – 0                                                                            | Trinidad e Tobago                                                                | Qual. Campionato CONCACAF 1969                                                   | -                                                                                |                                                                                  |
| 31-8-1976                                                                        | Port of Spain                                                                    | Trinidad e Tobago                                                                | 1 – 0                                                                            | Barbados                                                                         | Qual. Mondiali 1978                                                              | -                                                                                |                                                                                  |
| 14-9-1976                                                                        | Bridgetown                                                                       | Barbados                                                                         | 1 – 3                                                                            | Trinidad e Tobago                                                                | Qual. Mondiali 1978                                                              | -                                                                                |                                                                                  |
| 14-11-1976                                                                       | Paramaribo                                                                       | Suriname                                                                         | 1 – 1                                                                            | Trinidad e Tobago                                                                | Qual. Mondiali 1978                                                              | -                                                                                |                                                                                  |
| 28-11-1976                                                                       | Port of Spain                                                                    | Trinidad e Tobago                                                                | 2 – 2                                                                            | Suriname                                                                         | Qual. Mondiali 1978                                                              | -                                                                                |                                                                                  |
| 18-12-1976                                                                       | Caienna                                                                          | Trinidad e Tobago                                                                | 2 – 3                                                                            | Suriname                                                                         | Qual. Mondiali 1978                                                              | -                                                                                | Uscita                                                                           |
| Totale                                                                           |                                                                                  | Presenze                                                                         | 13                                                                               |                                                                                  | Reti                                                                             | 1                                                                                |                                                                                  |

## Palmarès
- American Soccer League: 2

Washington Darts: 1969
Philadelphia Ukrainians: 1970